# Dyrøy
Dyrøy è un comune norvegese della contea di Troms.